# Cartério (Ásia)
Cartério (em latim: Carterius) foi um romano do século IV. Em 353/354, Juliano visitou Aráxio, talvez vigário da Ásia, e intercedeu por Cartério. Ele talvez pode ser identificado com Cartério de Arca ou Cárcio de Antioquia.